# Ben Hermans
Ben Hermans (født 8. juni 1986) er en forhenværende professionel belgisk cykelrytter, der senest kørte for Cofidis.
Han har kørt for Topsport Vlaanderen i 2009, Team RadioShack fra 2010-2011 og senere på RadioShack Nissan i 2012 og derefter på RadioShack-Leopard i 2013. Fra 2014-2017 kørte Ben Hermans for BMC Racing Team.